# Annapurna

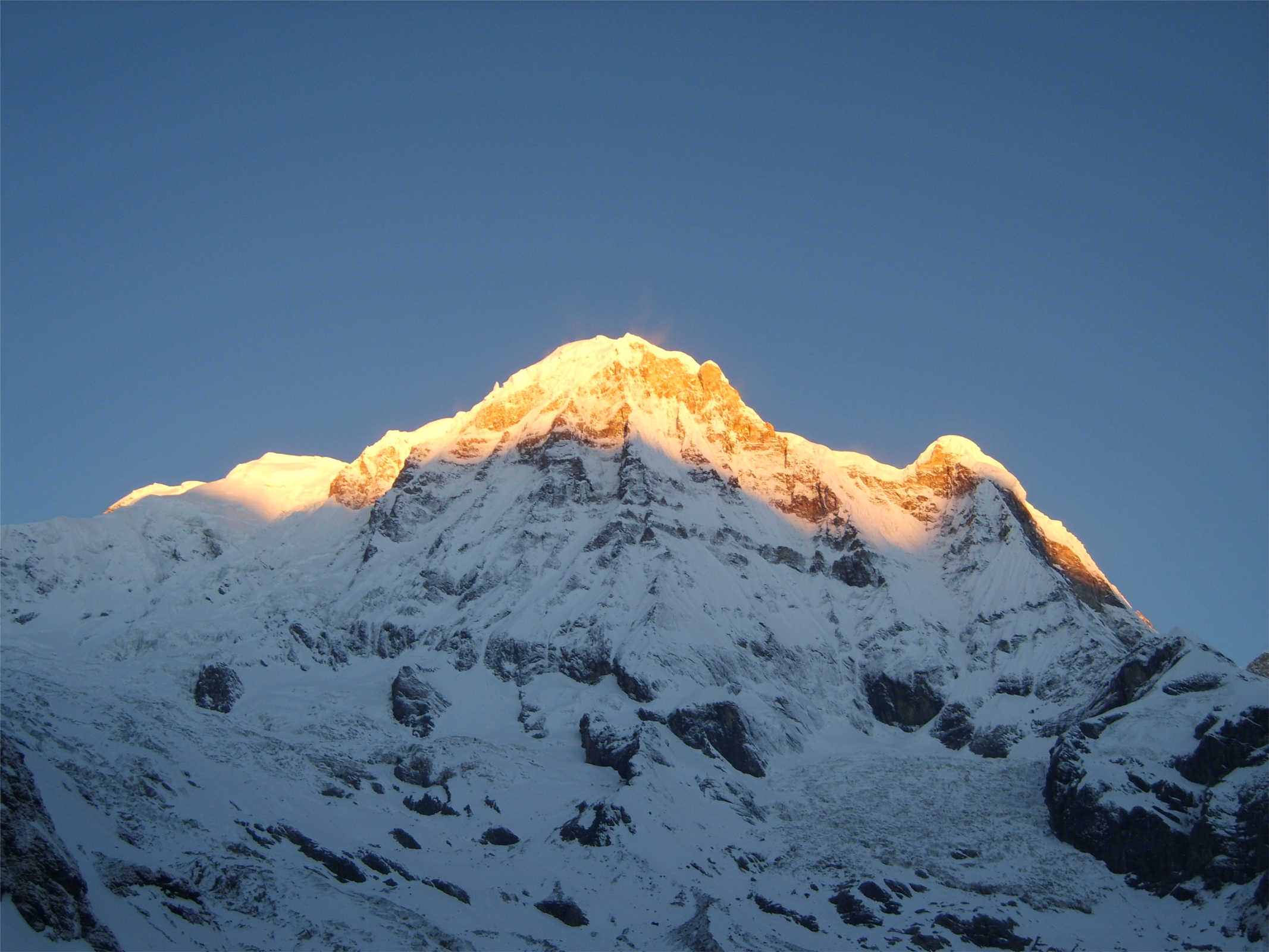
Déli oldala az alaptáborból (4130 n), napkelte előtt, 2007 áprilisában

Az Annapurna tágabb értelemben – „Annapurna Himal” – a Himalája egyik hegytömbje Közép-Nepálban. Szűkebb értelemben a vonulat legmagasabb csúcsa, az Annapurna I a Föld 10. legmagasabb csúcsa (tengerszint feletti magassága 8091 m). Bár technikailag nem a legnehezebb 8000 méter feletti csúcs, az állandó lavinaveszély és a rendkívül kiszámíthatatlan időjárás a legveszélyesebb célponttá teszi. A csúcstámadók átlagosan több mint 30%-a meghal a kísérlet során.
Annapurna szanszkrit szó, az aratás istennőjének neve.

## Az Annapurna Himal csúcsai
A hat legjelentősebb csúcs: 
| Annapurna I    | 8091 m |
| Annapurna II   | 7937 m |
| Annapurna III  | 7555 m |
| Annapurna IV   | 7525 m |
| Gangapurna     | 7455 m |
| Annapurna déli | 7219 m |

## Megmászása
A nyolcezresek közül ezt mászták meg először – 1950. június 3-án Maurice Herzog és Louis Lachenal. A mászás történetét és körülményeit több, az expedíció tagjai által írt, és a hegymászó irodalom remekeinek tartott könyv dolgozta fel.
Az első sikeres expedíciót beárnyékolták a tragikus események (lefagyott Herzog összes kéz- és lábujja, Lachenal nyolc lábujja).
2012 májusában itt vesztette életét Horváth Tibor, aki a „Magyarok a világ nyolcezresein” expedíció tagjaként kísérelte meg a hegy megmászását. A csúcsra a csapat egyik tagjának sem sikerült feljutnia, Tibort valószínűleg egy lavina sodorta el ereszkedés közben.
Első magyar mászóként – oxigénpalack nélkül – Klein Dávid jutott fel a csúcsra 2016. május 1-jén.